# Église Saint-Nicolas de Guarbecque
L'église Saint-Nicolas est une église catholique située à Guarbecque, en France.

## Localisation
L'église est située dans le département français du Pas-de-Calais, sur la commune de Guarbecque.

## Historique
L'église a été pillée par les troupes de François Ier en 1538.

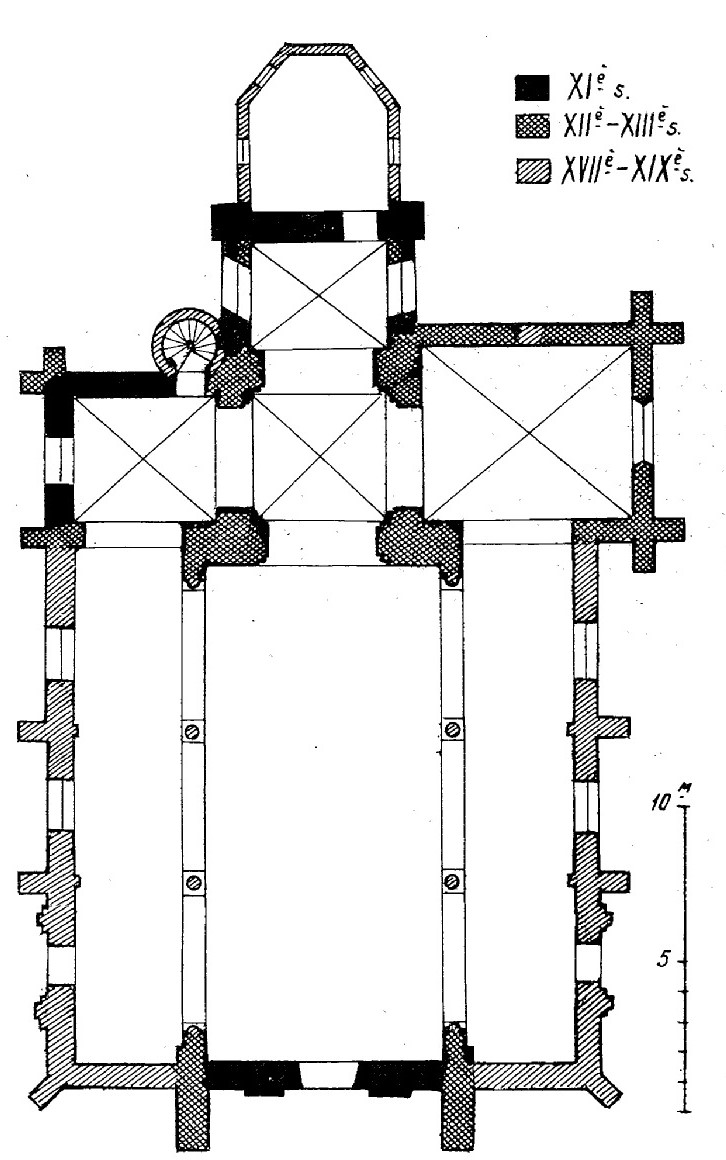
plan de l'église Saint-Nicolas
dans Congrès archéologique de France à Amiens en 1936

D'après Camille Enlart, l'église a été élevée entre 1150 et 1180, sauf la partie basse de la façade qui peut dater du XIe siècle et le reste du XIIe siècle.
Pierre Héliot précise que les murailles grossières du soubassement du chœur, de la chapelle nord et de la façade ouest sont du XIe siècle. À cette époque, l'église devait avoir du chœur à chevet plat, une nef, probablement un transept et de bas-côtés. Il déduit la présence de bas-côtés par l'existence de contreforts plats sur la façade du XIe siècle. Le chœur et le transept ont dû être repris dans le troisième quart du XIIe siècle. Les voûtes, leurs supports, les arcatures aveugles du sanctuaire et les deux premiers étages du clocher semblent dater de cette période. Le clocher est achevé à la fin du XIIe siècle. La chapelle sud a été érigée vers 1200, en même temps qu'on relevait la nef élargie, ses bas-côtés et la façade occidentale. La nef et les bas-côtés sont remaniés au XVe siècle ou au XVIe siècle. Ils sont presque entièrement reconstruits entre 1702 (date sur le pignon du collatéral sud) et 1705 (date sur un pignon du collatéral nord). La sacristie a été construite en 1699. C'est probablement à cette occasion que la tourelle d'escalier a été refaite.
Au moment de son classement, l'église était dans un état déplorable. Sa réparation a été retardée par la Première Guerre mondiale. Les bombardements du village ont failli provoquer sa ruine. Les campagnes de restauration ont été entreprises sous la conduite de l'architecte Pierre Paquet, en 1910-1913, 1921-1925, puis de Henri Huignard (1891-1950) en 1931-1935.

## Protection
L'édifice est classé au titre des monuments historiques le 15 mars 1909.

## Description

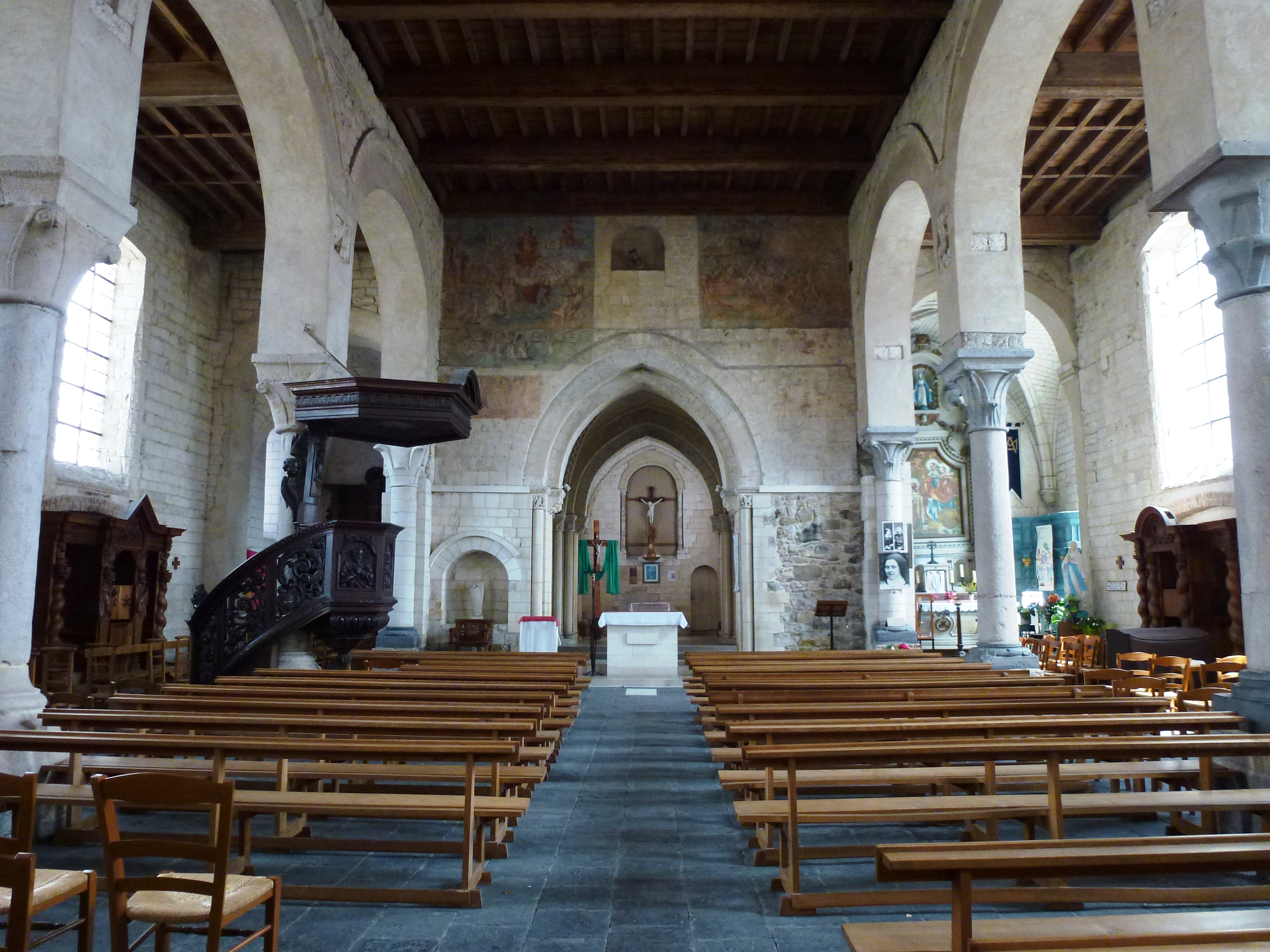
La nef, les collatéraux et le chœur

L'église est normalement orientée. L'église comprend une nef de trois travées avec deux collatéraux de part et d'autre, une travée sous le clocher central encadrée par deux chapelles formant faux transept, un chœur à chevet plat auquel il a été ajouté une sacristie avec un chevet à trois pans. 